# 下田明宏 (造園家)
下田 明宏（しもだ あきひろ、1955年 - ）は、日本のランドスケープ・アーキテクト。株式会社ディー・エム代表取締役、工学院大学建築学部名誉教授。

## 経歴
東京都文京区生まれ。
1979年、東京大学農学部卒業（緑地学専攻）
1982年、ハーバード大学デザイン大学院修士課程修了（MLA）
1982年、The SWA Group（米国ボストン市）
1988年、株式会社ディー・エムを設立し、1995年より代表取締役。
2000年から2010年まで早稲田大学理工学部建築学科非常勤講師。
2002年から2012年まで東京大学農学部生物環境科学課程非常勤講師。
2007年から2011年まで米国ナパ郡でKenzo Estateの COOとPresidentを兼任。
2012年から2023年まで工学院大学建築学部まちづくり学科教授。
2013年から2023年まで日本女子大学家政学部住居学科非常勤講師。
2021年から特定非営利活動法人アジア・太平洋まちづくり支援機構（APTAC）会長。

外部リンクを参照
- 教員プロフィール> 建築学部> まちづくり学科 https://er-web.sc.kogakuin.ac.jp/Profiles/10/0000981/profile.html

## 代表作と受賞歴
1988年、国営ひたち海浜公園西口広場で全国都市公園コンクール・関東地方建設局局長賞。
1992年、マイカル小樽・小樽ベイシティ基本計画策定。1994年～2001年 帯広駅周辺土地区画整理事業ランドスケープデザインで平成8年度日本都市計画学会計画設計賞。
「つくば豊里の杜」で1997年建設省・大都市圏における優良住宅地開発事業計画認定及び2000年度環境共生住宅団地認定。1997年、ひたち海浜公園サンドミュージアムエリア設計プロポーザル最優秀賞。2005年にはひたち海浜公園ではプレジャーガーデンリニューアルで第21回都市公園コンクールで日本公園緑地協会会長賞。2000年から、関東地区の国営公園全体基本計画再構築。
「東京メトロ南北線六本木一丁目駅」（2000年）と「帯広駅（北）広場アイスカスケード及び周辺ランドスケープ」（2001年）で2002年度グッドデザイン賞(環境デザイン部門)。
2002年～豊洲2・3丁目(石川島播磨重工跡地)開発計画マスタープラン及びデザインガイドライン策定。2003年から、新日鐵跡地である北九州市東田開発開発計画マスタープラン策定。
2003年、緑を感じる街並み形成計画プロポーザル（札幌市）最優秀賞。「オルトヨコハマ」で2003年第2回屋上・壁面・特殊緑化技術コンクール国土交通大臣賞。
「伊豆高原DOGFOREST」で2004年ログハウスオブザイヤー最優秀賞。
2005年、沖縄科学技術大学院大学造成基本設計指名プロポーザル最優秀賞。
2006年、「ガラスキューブ・旭川市青少年科学館エントランス広場モニュメント」で日本電気硝子主催空間デザイン・コンペティション作品例部門選外佳作。2005年、「パンチングコンビ」で札幌一番街グリーン・オン・パレード、テーマ作品企画提案コンペ市民投票ナンバーワン賞、及び審査員特別賞。
2007年、富山駅周辺景観デザイン計画作成業務プロポーザルでファイナリスト。2011年、札幌創成川公園（北海道札幌市）ランドスケープデザインで、第27回都市公園等コンクール国土交通大臣賞受賞。札幌駅前通地下歩行空間で2012年度グッドデザイン賞受賞。
2006～2011年、Kenzo Estate マスタープラン及びワイナリー経営（米国Napa市）。
2015年、Lake Songhua Seibu Prince Hotelランドスケープデザイン（中国吉林市）。
2015年、北彩都あさひかわランドスケープデザインで、2015年度土木学会デザイン賞最優秀賞受賞。
2016年、Amanemuランドスケープデザイン（志摩市）。
2019年、Aman Kyotoランドスケープデザイン（京都市）。
2019年～、Philippines Arayat Training School (PATS) マスタープラン及びランドスケープデザイン（フィリピン、Arayat市）。
2020年、旧軽愛宕Club Orbitランドスケープデザイン（軽井沢町）。
2020年、マンズワイン勝沼ワイナリーリニューアルランドスケープデザイン（甲州市）。
2021年、軽井沢プリンスホテルウェストリニューアルランドスケープデザイン（軽井沢町）。
2023年、Club Orbit PILINAランドスケープデザイン（軽井沢町）。
2025年、杭州春之屋温泉酒店ランドスケープデザイン（中国杭州市）。
この他、台湾九・土地開発「九・造像城市」プロジェクト、グラン・ブルー上町台（大阪市）などがある。

## 著書
- 「北彩都あさひかわ」 におけるランドスケーププランニング（ランドスケープ研究2002年1月号）